# 志摩町和具
志摩町和具（しまちょうわぐ）は三重県志摩市の地名。
前島半島（さきしまはんとう）の中心的な集落で、同県鳥羽市の菅島や相差（おうさつ）と並んで海女の多い地域として知られる。

## 地理
志摩市の南部、前島半島の中央に位置する。北は英虞湾、南は熊野灘に面しており、両方に港を持つ。また間崎島（まさきじま）や和具大島などの離島を有する。
- 英虞湾の島：間崎島、座賀島、高崎島、小高崎島、大高崎島、埋葬地島、すだれ島、花川島、花川北島、めど島、ただこ島、宮ヶ島、あじの島、黒部島[3]
- 熊野灘の島：大島、鳴神、幣ノ島、神ノ島
- 河川：江田川（準用河川）、奥谷川、岡崎川[4]

中心集落は和具漁港の北側にあり、住宅や商店が密集する。宅地の平均敷地面積は129 m2であり、建ぺい率の規制はあるが、「建て詰まり」感がある。
東は志摩町布施田、西は志摩町越賀と接する。
志摩市の北隣の鳥羽市にも答志島に「和具」という集落があるため、区別するために「志摩の和具」・「崎島（先志摩、さきしま）の和具」と呼ぶこともある。

## 歴史
和具では小字百部及び石ヶで円墳が見つかっており、石室や須恵器片が出土していることから、古くから人が居住し有力者がいたことが窺える。
文字による記録では「志摩国志摩郡和具郷御調 海藻六斤」や「志摩郡答志郡和具郷」と記された木簡が平城宮跡から見つかっているが、「和具郷」が当地域を指すとする説と鳥羽市沖の答志島の和具であるとする説があり、はっきりしない。当地域に関する記録であることがはっきりしているもので最古のものは、嘉元3年（1305年）の『摂ろく（竹冠に録）渡荘目録』に記されたもので、摂関家渡領・勧学院領であったという。
戦国時代には「志摩十三地頭」の一人、青山氏（和具氏とも称す）が勢力を伸ばし和具に居城を構えた。この城は「和具砦」と呼ばれ、50×40mの規模があり、7代が拠った。青山氏の初代・青山小平太は暦応年間（1338年〜1341年）に紀伊国から守護に招かれ和具に来たという。子孫の青山豊前は永禄年間（1558年〜1570年）に九鬼嘉隆の家来となって九鬼姓を名乗り、著しい軍功をあげた。九鬼氏の家督争いで転封になった際は嘉隆の孫・久隆に従い摂津国三田藩（現兵庫県三田市）へ移った。1532年（天文元年）頃、矢納村（和具の旧村名）から4戸の農民が生活困窮のために間崎島へ移住した。こうした経緯から、間崎島は距離的には阿児町の方が近いが、志摩町和具に属している。
江戸時代には一貫して和具村として英虞郡鵜方組に属し、鳥羽藩の配下にあった。享保11年（1726年）の『村差出帳』では村高538.676石、延享3年（1746年）の記録では551石とある。主に漁業で生計を立てており、耕地は稲作に不向きでサツマイモなどの畑作が中心であった。このサツマイモは英虞湾対岸の鵜方や浜島の農民と取り引きされ、みかん・飴・餅が和具にもたらされた。

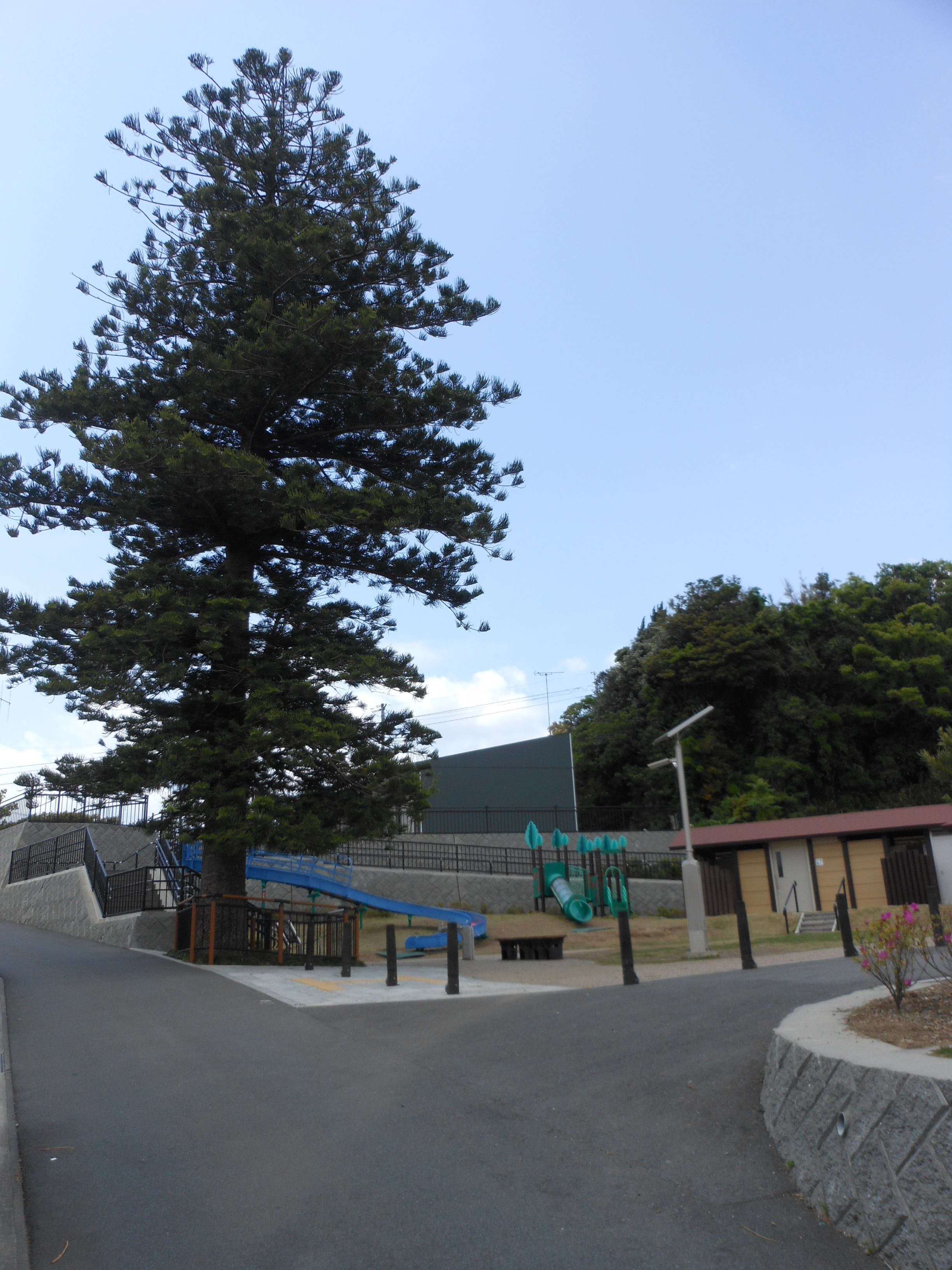
おりきの松公園

明治時代に入ると町村制施行により単独村制を敷き、1939年（昭和14年）に和具町に昇格、2度の大合併を経て現在に至る。大正時代に住民の生活水準が向上し、美珠通りに商店が建つようになった。1960年代頃より沼地や湿田を埋め立てて宅地造成が進み、遊水地が失われたことで昭和50年代（1975年 - 1984年）には年4 - 5回のペースで浸水被害が発生するようになった。浸水はあったが、漁業が好調であったため、美珠通りは町の中心として賑わっていた。
2009年（平成21年）3月29日、片田村（現：志摩市志摩町片田）出身でアメリカ合衆国へ渡った伊東里きが親戚に贈った「おりきの松」の周囲が「おりきの松公園」として整備され、一般開放された。これは、河川改修・防災公園整備・緑地整備の3事業からなる洪水対策の一環で、江田川改修により美珠通りの冠水が発生しなくなった。

### 沿革
- 1889年（明治22年）4月1日 - 町村制施行により英虞郡和具村成立。
- 1896年（明治29年）4月1日 - 郡の統合により答志郡と英虞郡が合併したことにより、志摩郡和具村となる[11]。大字は編成せず。
- 1939年（昭和14年）7月1日 - 和具村が町制を施行し、志摩郡和具町となる。大字は編成せず。
- 1954年（昭和29年）12月1日 - 市町村合併により、志摩郡志摩町和具となる。
- 2004年（平成16年）10月1日 - 平成の大合併により、志摩市志摩町和具となる。

### 地名の由来
志摩市志摩町片田にある真言宗醍醐派の三蔵寺で所蔵されている『三蔵寺文書』によると「矢納村」から改称され「和具村」になったという。盗賊に襲われ、矢納村から間崎島へ移住しなければならないほど困窮した地域が回復し、平和になったことから和具に改称されたという。和具という名前の由来は定かではない。
鵜方町（現・志摩市阿児町鵜方）の中村精貮は、友人から聞いた話として、「和具の人は騒ぐのが好きだったため、近隣の人にサワグという地名を付けられてしまったが、和具の人は忘れん坊でもあったので、サワグからサを忘れてワグとなった」という説を紹介した。更に中村は、和具にある古墳に大若子命（おおわくごのみこと）の弟である「乙若子命」（おとわくごのみこと）を葬ったものがあり、乙若子命の「若子」（わくご）から「わぐ」という地名が付けられた、との自説を披露している。
地名研究家の池田末則は、和具をワ＝輪または凪ないし渚、グ＝処であろうか、と解説している。また吉田茂樹は和具を「脇」と解釈した。

## 世帯数と人口
2019年（令和元年）7月31日現在の世帯数と人口は以下の通りである。
| 行政区           | 世帯数    | 人口    |
| ---------------- | --------- | ------- |
| 和具             | 1,914世帯 | 4,233人 |
| 間崎             | 45世帯    | 69人    |
| （志摩町和具）計 | 1,959世帯 | 4,302人 |

### 人口の変遷
1745年以降の人口の推移。なお、2005年以後は国勢調査による推移。
| 1745年（延享2年）  | 954人   | [ 6 ]     |  |
| 1880年（明治13年） | 2,978人 | [ 6 ]     |  |
| 1908年（明治41年） | 4,099人 | [ 2 ]     |  |
| 1980年（昭和55年） | 6,684人 | [ 17 ]    |  |
| 2005年（平成17年） | 5,647人 | [ WEB 6 ] |  |
| 2010年（平成22年） | 5,048人 | [ WEB 7 ] |  |
| 2015年（平成27年） | 4,307人 | [ WEB 8 ] |  |

### 世帯数の変遷
1745年以降の世帯数の推移。なお、2005年以後は国勢調査による推移。
| 1745年（延享2年）  | 210戸     | [ 6 ]     |  |
| 1880年（明治13年） | 522戸     | [ 6 ]     |  |
| 1908年（明治41年） | 685戸     | [ 2 ]     |  |
| 1980年（昭和55年） | 1,757世帯 | [ 17 ]    |  |
| 2005年（平成17年） | 1,944世帯 | [ WEB 6 ] |  |
| 2010年（平成22年） | 1,840世帯 | [ WEB 7 ] |  |
| 2015年（平成27年） | 1,727世帯 | [ WEB 8 ] |  |

## 学区
市立小・中学校に通う場合、学区は以下の通りとなる。
| 番・番地等 | 小学校             | 中学校             |
| ---------- | ------------------ | ------------------ |
| 全域       | 志摩市立志摩小学校 | 志摩市立志摩中学校 |

## 経済

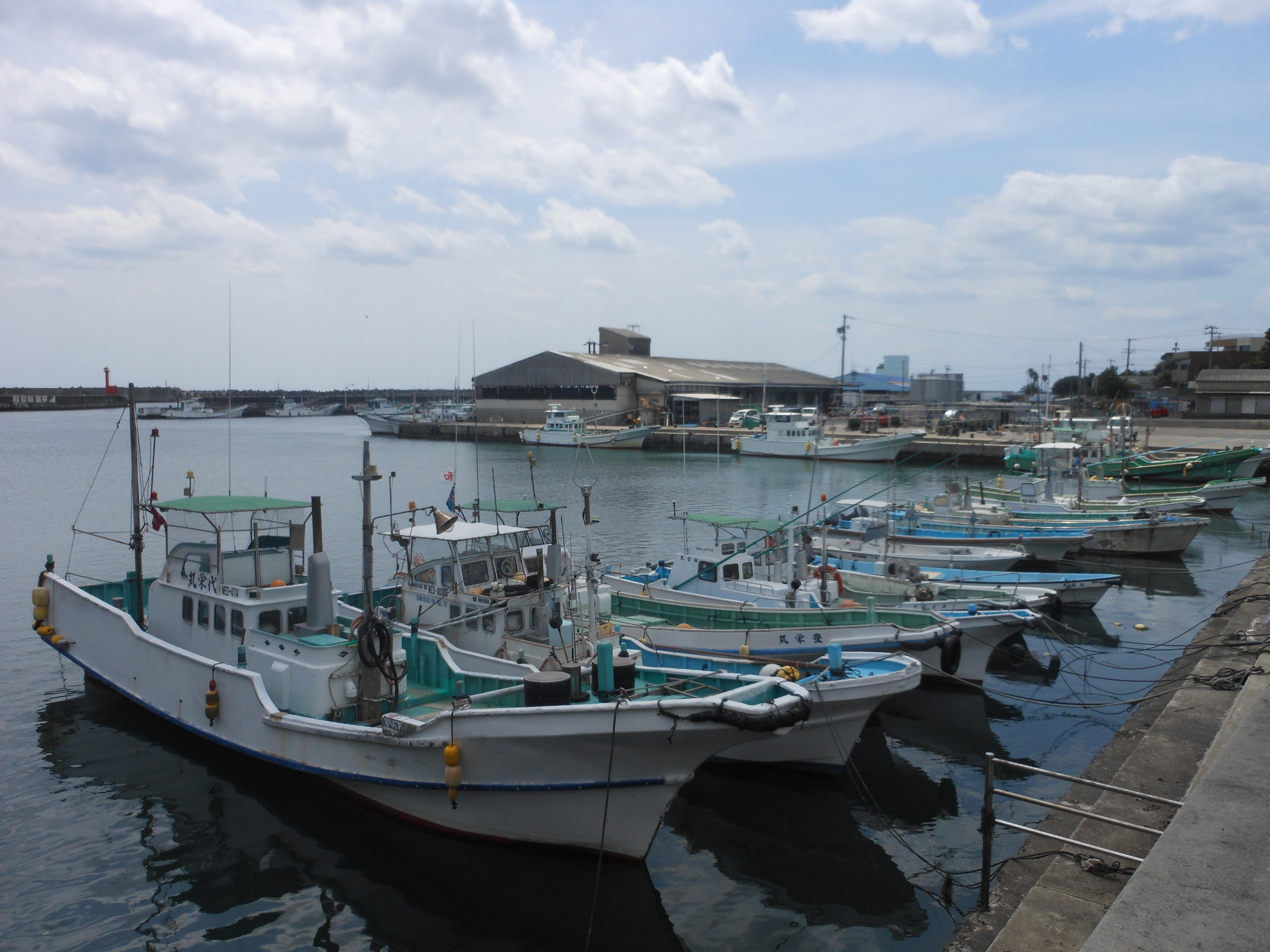
和具漁港

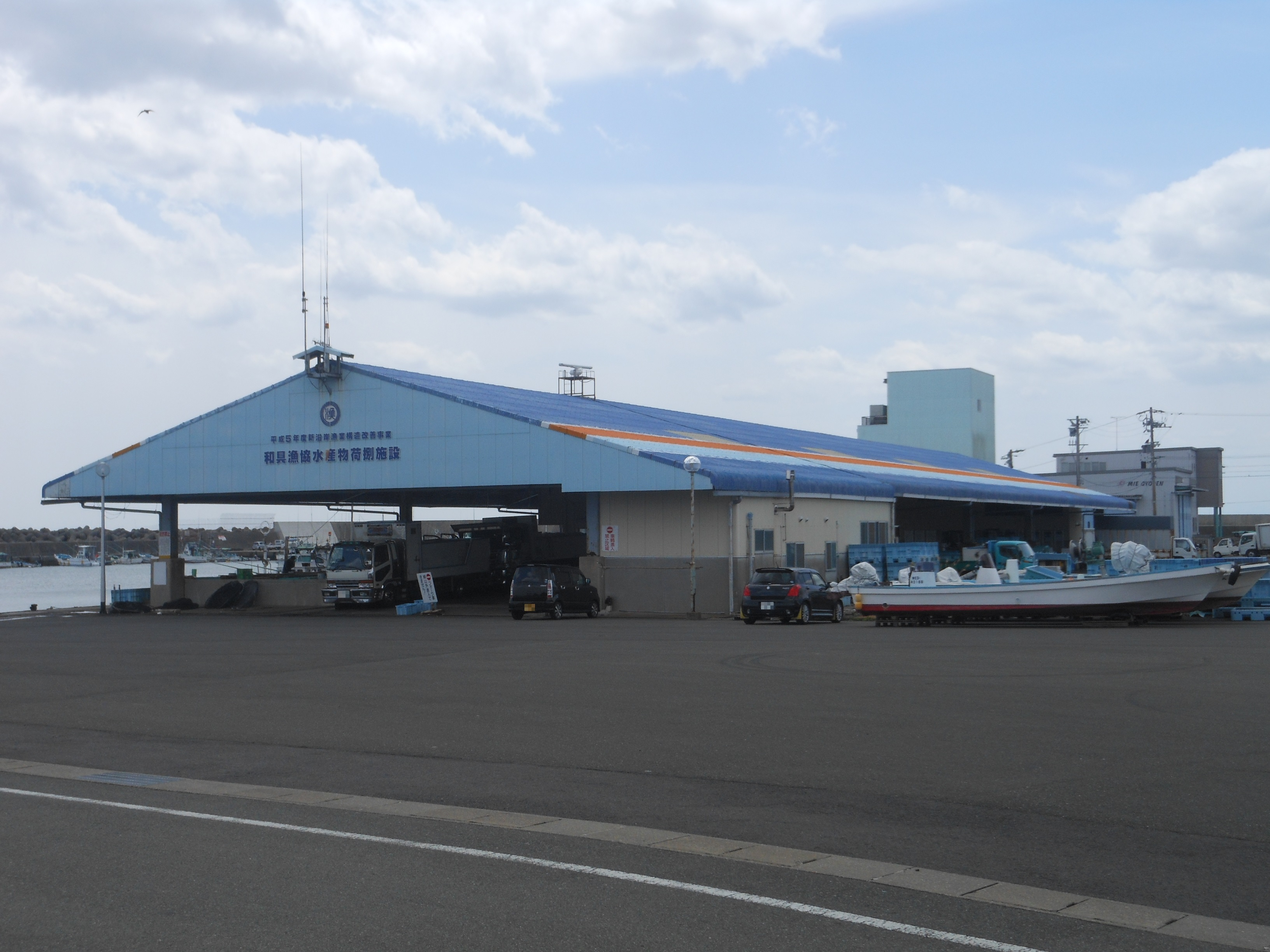
和具漁協水産物荷捌施設

水産業及びそれに関連した水産加工業や造船業が基幹産業である。和具の南側にある和具漁港は漁業基地になっており、イセエビ・アワビ・カツオ・タイなどの水揚げがある。高木（2009）は志摩市内の漁業センサスを基に分析し、志摩市の漁業の中心は和具と浜島の2本柱であったが、2000年代には浜島の漁業が衰退したため、和具1本になったとしている。
農業では野菜やサツマイモの生産がある。

### 和具漁港
和具漁港（わぐぎょこう）は三重県志摩市志摩町和具にある第4種漁港。三重県が管理する。三重外湾漁業協同組合志摩支所（旧・志摩の国漁業協同組合）の基幹港である。高木秀和の漁業センサスを用いた分析によると、志摩市の漁業の中心は和具と浜島の2本柱であったが、浜島の衰退により志摩市の漁業を支える1本柱となった。同名の第1種漁港が三重県鳥羽市沖の答志島にある。
明治時代までは天然の良港であったが、明治末期から大正期にかけての台風による堆積作用で港の機能は壊滅的な被害を受けた。1939年（昭和14年）からは県の事業として港湾整備事業が開始されるも第二次世界大戦により中断、終戦後の1951年（昭和26年）7月28日に第4種漁港指定を受け、整備が完了した。
2006年（平成18年）現在、漁協組合員数624人、所属漁船513隻、水揚げ高2062.3tである。地域活性化の一環として三重県外からの漁船を誘致しており、高知県や宮崎県からカツオやマグロの漁船が入港・水揚げしている。

### 昭和初期の水産業
東京文理科大学教授の青野壽郎は1936年（昭和11年）に発表した研究で、和具は三重県における遠洋漁業の東限であり、農耕地が狭いことと、沖合を黒潮が流れていることから、カツオを中心とする遠洋漁業が成立したと説明した。これ故に「遠洋漁船の普遍度は房総・伊豆両半島に勝る」と結論付けている。
主要水産統計
以下の統計は1932年 - 1934年（昭和7年 - 昭和9年）の平均値を示す。当時の和具村が三重県内5位以内に入る品目のみ掲載する。
| 品目             | 数値       | 県内順位〔位〕 | 品目           | 数値    | 県内順位〔位〕 |
| イセエビ         | 236百円    | 1              | アワビ         | 179百円 | 3              |
| 真珠養殖面積     | 57,311百坪 | 1              | 養殖真珠出荷額 | 557百円 | 3              |
| テングサ         | 72百円     | 2              | 田作生産       | 77百円  | 3              |
| 男子漁業専業者数 | 888        | 2              | 延縄マグロ     | 313百円 | 4              |
| 刺し網サンマ     | 15百円     | 3              | 遠洋カツオ     | 805百円 | 4              |

## 離島

### 間崎島
間崎島（まさきじま）は英虞湾内の有人島。湾内の位置はやや北寄りで、志摩半島先端部にある和具より紀伊半島本体にある浜島や阿児に近い。91世帯266人（1990年国勢調査による）が暮らす島で、真珠養殖とイワシ漁が盛んである。英虞湾が多島海である典型を示すように東に連なる天童島、小天童島などのそれぞれの距離は100メートルと離れておらず、これらの島々の周辺にはびっしりと真珠養殖いかだが浮かぶ。北緯34度17分20秒 東経136度48分50秒 / 北緯34.28889度 東経136.81389度

### 座賀島
座賀島（ざがしま）は英虞湾内の無人島で、「雑賀島」と表記することもある。和具のすぐ北側にあり最近接部の距離は100メートルもない。北緯34度16分33秒 東経136度48分16秒 / 北緯34.27583度 東経136.80444度
島内には三重大学大学院水産実験所や真珠養殖の作業小屋などがあるが、常住する住民はいない。
かつては大阪大学和具臨海学舎（海の家）も設置されていた。この学舎は、同学出身の医師が当時無医村だった和具の住民を救ったことから1949年（昭和24年）に設置されたという。しかし、老朽化などを理由に大阪大学は閉舎を決定、2009年（平成21年）3月31日をもって運営を終了した。
島の周辺海域では、シンジュカズナギ（学名：Zoarchias macrocephalus Kimura and Sato, 2007）というスズキ目の新種が発見された。

### 大島

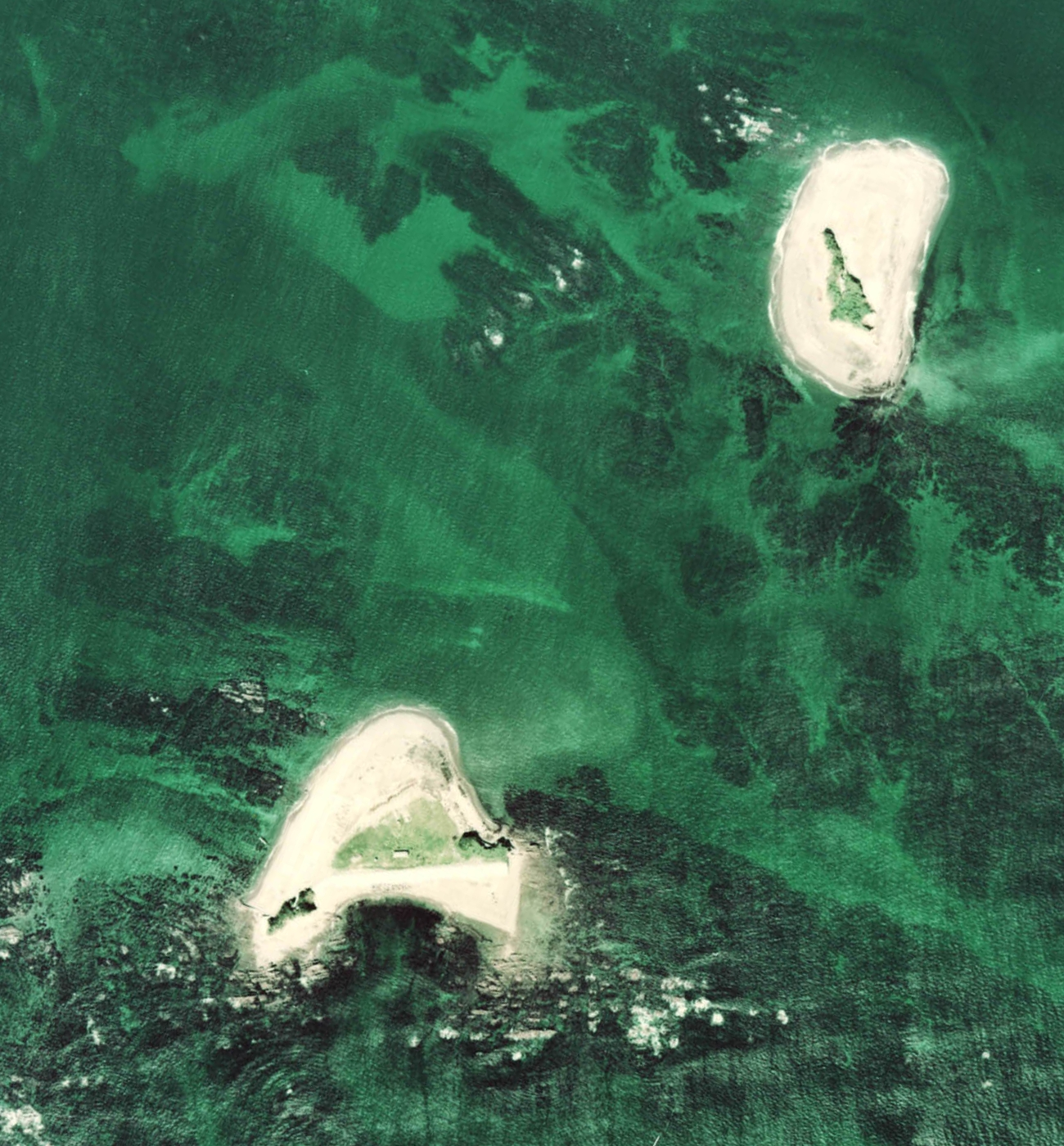
大島（左下）・小島（右上）

大島（おおしま）は三重県志摩市の太平洋（熊野灘）上にある無人島。各地の大島と区別するため、和具大島とも称する。志摩町布施田の広の浜の沖合2.5kmにあり、面積は0.02km2である。八雲神社が所有する私有地で、住所は三重県志摩市志摩町和具4186である。北緯34度13分52秒 東経136度48分46秒 / 北緯34.23111度 東経136.81278度
三重県指定天然記念物の「和具大島暖地性砂防植物群落」（1936年（昭和11年）1月22日指定）があり、ハマユウの花が咲く。
毎年旧暦6月1日に開催される潮かけ祭りは正式名を「大島祭」と言い、本土の八雲神社から市杵島姫命が島内の大島神社へ帰ることを祝う祭りである。
北東約500mの本土よりに（和具）小島があって、大島と同じくハマユウが群生し、浅瀬が多く航行の難所である熊野灘・布施田水道（志摩町片田の麦崎・和具漁港間の約2.5海里）の南端に位置する。小島は和具領であったが、現在は隣接する志摩町布施田に属する。北緯34度14分11.5秒 東経136度49分0秒 / 北緯34.236528度 東経136.81667度
両島は浅瀬と岩礁に取り囲まれ、付近はイセエビを始めアジやサバなどが獲れる漁師・海女の好漁場で、「和具の金蔵」とも呼ばれる。
大島のさらに南には鳴神、幣ノ島、神ノ島の岩礁が存在する。

## 交通

### 陸上
鉄道は通っていない。道路に関しては幅員が狭く、対向車の行き違いが難しい区間が多い。
路線バス
三重交通志摩営業所管内
- 60・62系統 御座港
- 60・62系統 磯部バスセンター
- 60・62系統 伊勢市駅前
- 60・62系統 伊勢赤十字病院

道路
国道260号と美珠通りが和具の幹線道路である。この2路線以外は自動車が通行できないような狭隘道路が多い。
- 国道260号（志摩バイパス）：日本の道百選に選定されている[26]。
- 美珠通り（みたま通り[17]）：旧・三重県道729号東浦田線。和具の中心部と和具浦の間を結び、沿道は商店街になっている[7][8]。
- 志摩市道和具3号線 - 美珠通りに平行する道路で、志摩市立志摩小学校・志摩中学校への通学に利用されている[4]。

### 海上
北部に船着き場（和具港）があり、志摩マリンレジャーにより、以下の定期船が就航する。
- 和具 - 間崎島 - 賢島
  - 所要時間：和具 - 間崎島10分、間崎島 - 賢島15分。

間崎島以外の離島への渡船はなく、訪問の際は漁船等をチャーターする必要がある。

## 施設
離島にある施設は離島の節を参照。

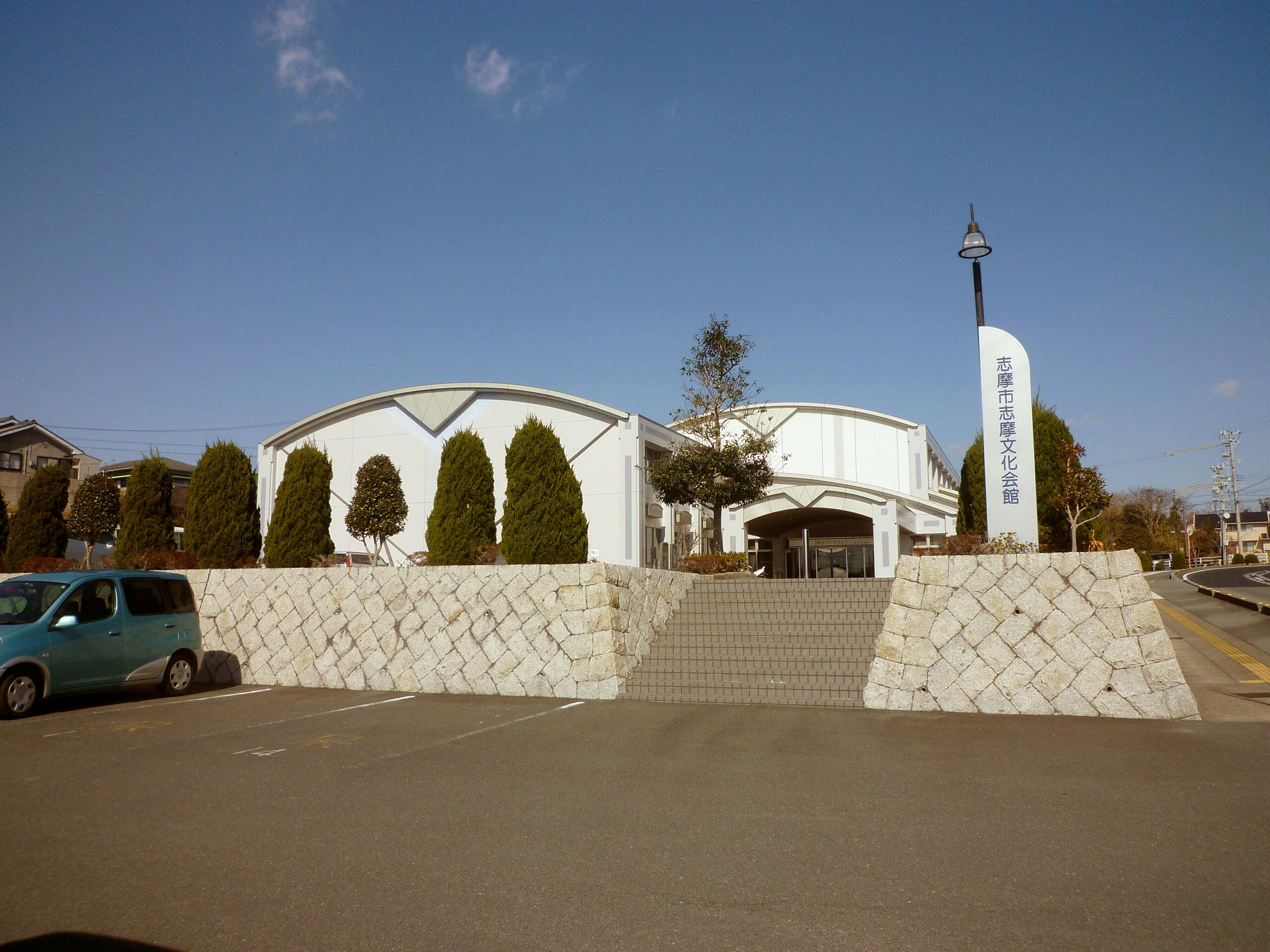
志摩文化会館・志摩市役所志摩支所

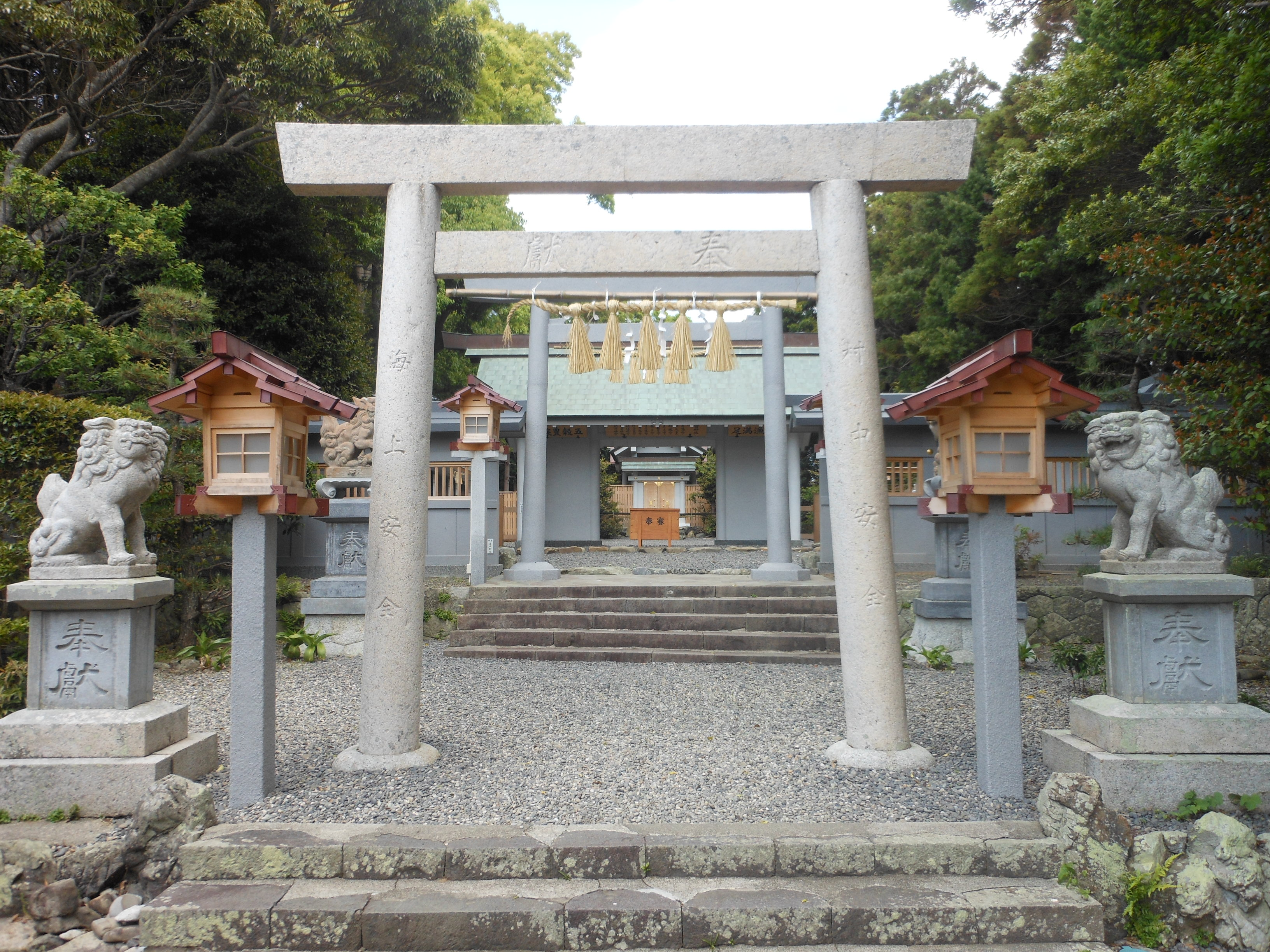
八雲神社

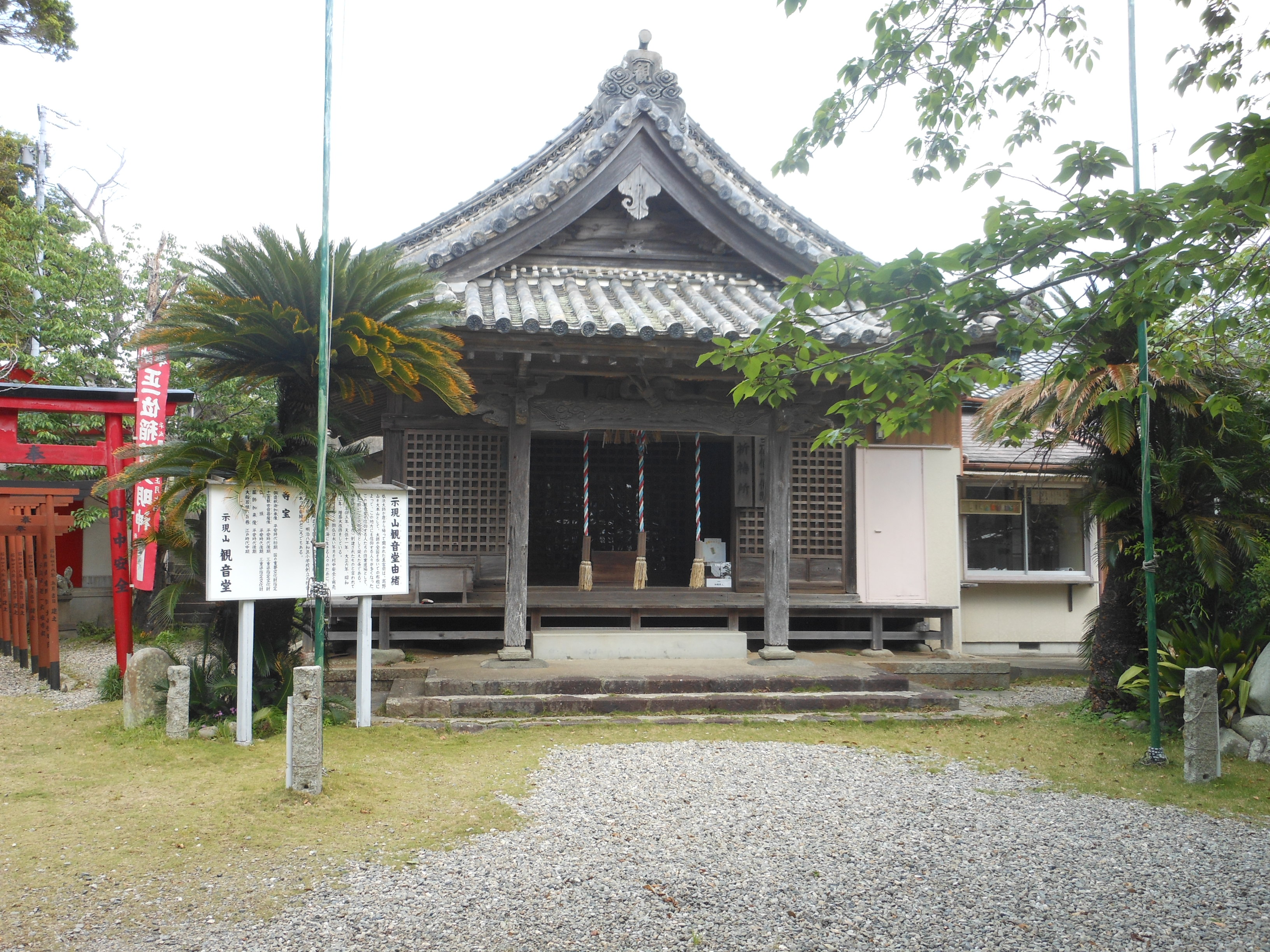
和具観音堂

| - 志摩市志摩文化会館 - 志摩市役所志摩支所 - 鳥羽警察署 - 和具第一警察官駐在所 - 和具第二警察官駐在所 - 志摩市立前島診療所 - 三重県立水産高等学校 - 志摩市立志摩中学校 - 志摩市立和具小学校 - 志摩市立志摩幼保園 - おりきの松公園 | - 志摩郵便局 - 伊勢農業協同組合志摩支店 - 志摩の国漁業協同組合本部 - 百五銀行和具支店 - 三十三銀行和具支店 - 有限会社和栄タクシー - 山下造船所 - 八雲神社 - 龍珠院（曹洞宗） - 和具観音堂 - 銅造如来坐像は国の重要文化財に指定 - 剣光寺 - (株)山紀建設 |

## 出身者
- 石原円吉[WEB 24] - 実業家[WEB 24]、衆議院議員
- 志摩ノ海航洋 - 大相撲力士（木瀬部屋）[28]

## その他

### 日本郵便
- 郵便番号 : 517-0703[WEB 3]（集配局：志摩郵便局[WEB 25]）。